# Frouville
Ne doit pas être confondu avec Froville ou Fronville.
Frouville est une commune française située dans le département du Val-d'Oise en région Île-de-France. Ses habitants sont appelés les Frouvillois.

## Géographie

### Description

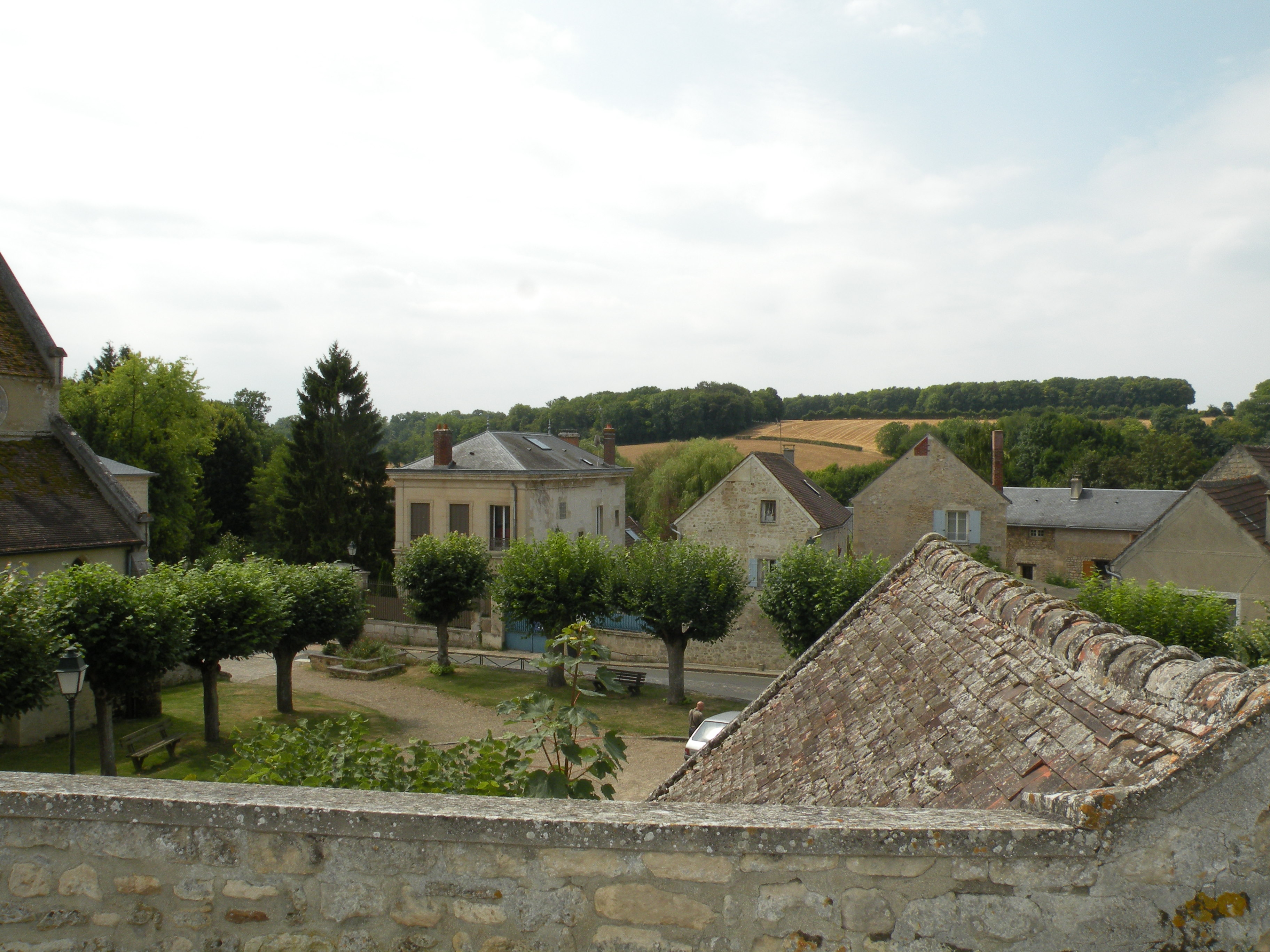
Vue générale

Frouville est située dans la région naturelle du Vexin français, et est une commune du parc naturel régional du Vexin français.
La commune est desservie par la ligne 95-16 du réseau de bus du Vexin entre Valmondois et Hédouville ainsi que par la ligne 95-05 qui relie la commune à Cergy.

### Communes limitrophes
| Arronville |            | Bornel (Oise)    |
| Menouville | Frouville  | Hédouville       |
|            | Labbeville | Nesles-la-Vallée |

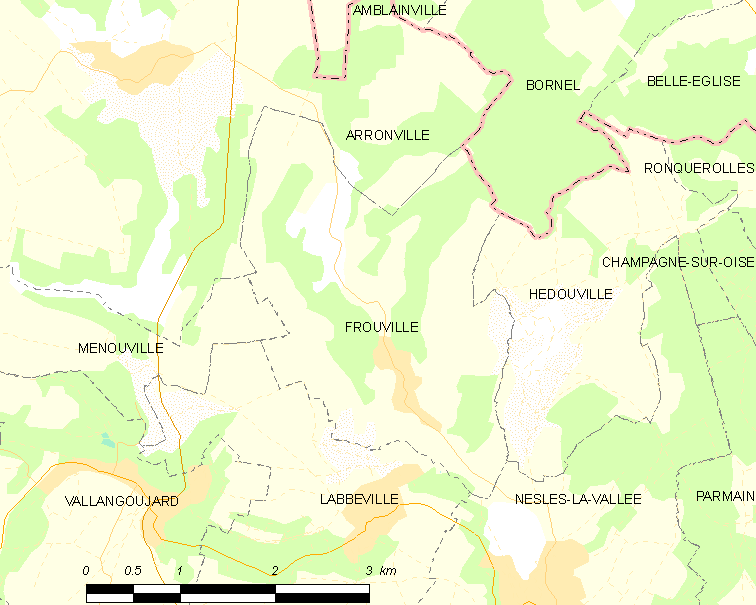
Carte de la commune.
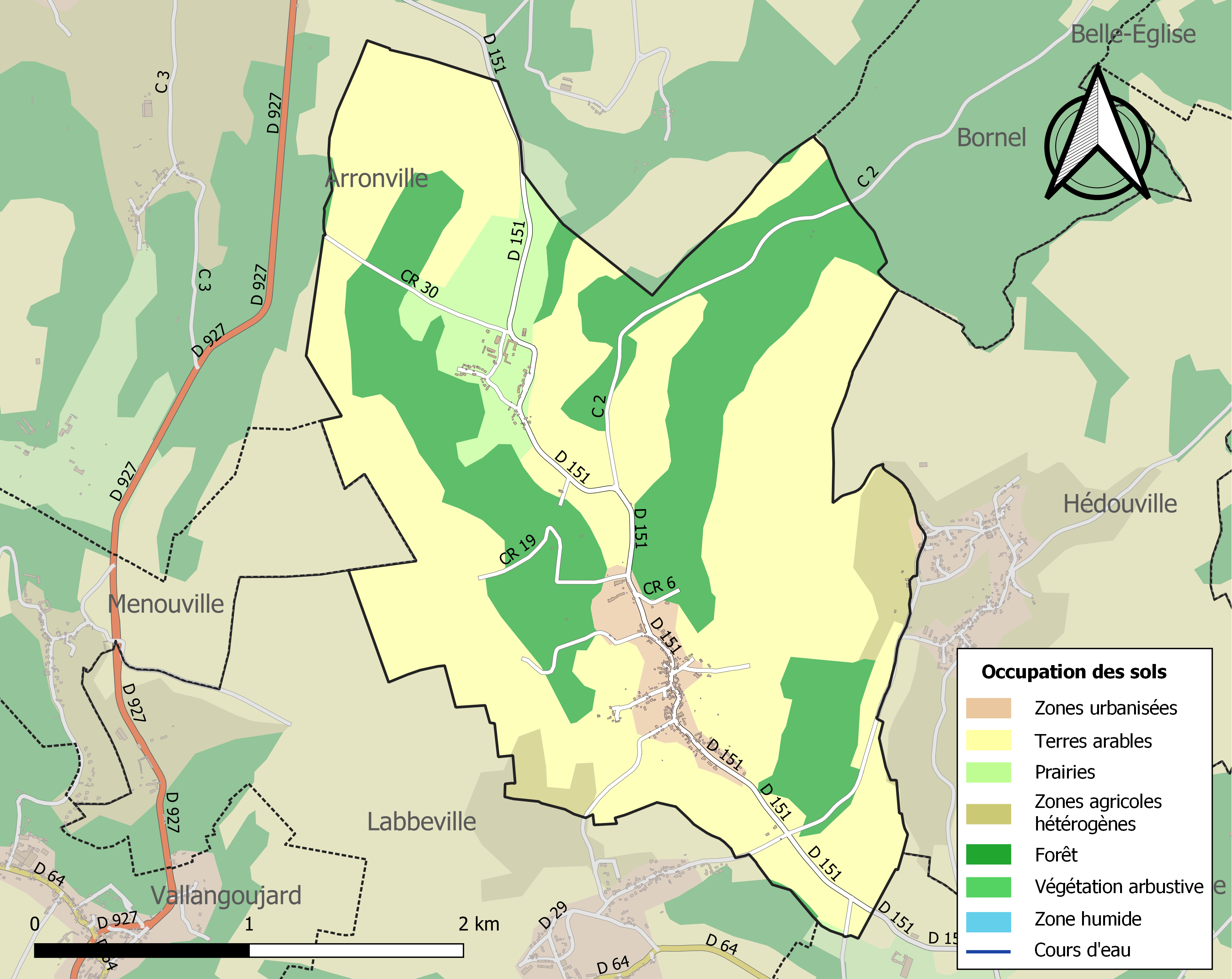
Occupation des sols

### Climat
Pour des articles plus généraux, voir Climat de l'Île-de-France et Climat du Val-d'Oise.
En 2010, le climat de la commune est de type climat océanique dégradé des plaines du Centre et du Nord, selon une étude du CNRS s'appuyant sur une série de données couvrant la période 1971-2000. En 2020, Météo-France publie une typologie des climats de la France métropolitaine dans laquelle la commune est exposée à un climat océanique et est dans la région climatique Sud-ouest du bassin Parisien, caractérisée par une faible pluviométrie, notamment au printemps (120 à 150 mm) et un hiver froid (3,5 °C).
Pour la période 1971-2000, la température annuelle moyenne est de 11,2 °C, avec une amplitude thermique annuelle de 14,9 °C. Le cumul annuel moyen de précipitations est de 691 mm, avec 10,9 jours de précipitations en janvier et 7,8 jours en juillet. Pour la période 1991-2020, la température moyenne annuelle observée sur la station météorologique la plus proche, située sur la commune de Pontoise à 11 km à vol d'oiseau, est de 12,5 °C et le cumul annuel moyen de précipitations est de 666,7 mm,. Pour l'avenir, les paramètres climatiques de la commune estimés pour 2050 selon différents scénarios d'émission de gaz à effet de serre sont consultables sur un site dédié publié par Météo-France en novembre 2022.

## Urbanisme

### Typologie
Au 1er janvier 2024, Frouville est catégorisée commune rurale à habitat dispersé, selon la nouvelle grille communale de densité à sept niveaux définie par l'Insee en 2022.
Elle est située hors unité urbaine. Par ailleurs la commune fait partie de l'aire d'attraction de Paris, dont elle est une commune de la couronne,. Cette aire regroupe 1 929 communes,.

## Toponymie
Le nom de la localité est mentionné sous les formes Frodonis villa en 1091, Frovilla[Quand ?].
Du nom germanique Frodo et du latin villa (domaine)[réf. souhaitée].

## Histoire
La commune est desservie de 1886 à 1949 par la ligne de chemin de fer secondaire à voie métrique Valmondois - Marines.

## Politique et administration
| Période                                  | Période   | Identité         | Étiquette | Qualité                                                                                     |
| ---------------------------------------- | --------- | ---------------- | --------- | ------------------------------------------------------------------------------------------- |
| Les données manquantes sont à compléter. |           |                  |           |                                                                                             |
| mars 2001                                | mars 2014 | Philippe Rygas   | PS        |                                                                                             |
| mars 2014                                | En cours  | Stéphan Lazaroff |           | Vice-président de la CC Sausseron Impressionnistes (2020 → ) Réélu pour le mandat 2020-2026 |

## Démographie
L'évolution du nombre d'habitants est connue à travers les recensements de la population effectués dans la commune depuis 1793. Pour les communes de moins de 10 000 habitants, une enquête de recensement portant sur toute la population est réalisée tous les cinq ans, les populations de référence des années intermédiaires étant quant à elles estimées par interpolation ou extrapolation. Pour la commune, le premier recensement exhaustif entrant dans le cadre du nouveau dispositif a été réalisé en 2004.

En 2022, la commune comptait 347 habitants, en évolution de −4,41 % par rapport à 2016 (Val-d'Oise : +4 %, France hors Mayotte : +2,11 %).
| 1793 | 1800 | 1806 | 1821 | 1831 | 1836 | 1841 | 1846 | 1851 |
| ---- | ---- | ---- | ---- | ---- | ---- | ---- | ---- | ---- |
| 473  | 462  | 470  | 461  | 437  | 478  | 475  | 467  | 435  |

| 1856 | 1861 | 1866 | 1872 | 1876 | 1881 | 1886 | 1891 | 1896 |
| ---- | ---- | ---- | ---- | ---- | ---- | ---- | ---- | ---- |
| 414  | 270  | 260  | 288  | 275  | 229  | 214  | 219  | 215  |

| 1901 | 1906 | 1911 | 1921 | 1926 | 1931 | 1936 | 1946 | 1954 |
| ---- | ---- | ---- | ---- | ---- | ---- | ---- | ---- | ---- |
| 248  | 249  | 279  | 226  | 239  | 280  | 218  | 232  | 280  |

| 1962 | 1968 | 1975 | 1982 | 1990 | 1999 | 2004 | 2006 | 2009 |
| ---- | ---- | ---- | ---- | ---- | ---- | ---- | ---- | ---- |
| 223  | 215  | 225  | 241  | 326  | 373  | 390  | 372  | 373  |

| 2014 | 2019 | 2022 | - | - | - | - | - | - |
| ---- | ---- | ---- | - | - | - | - | - | - |
| 372  | 349  | 347  | - | - | - | - | - | - |

## Culture locale et patrimoine

### Lieux et monuments

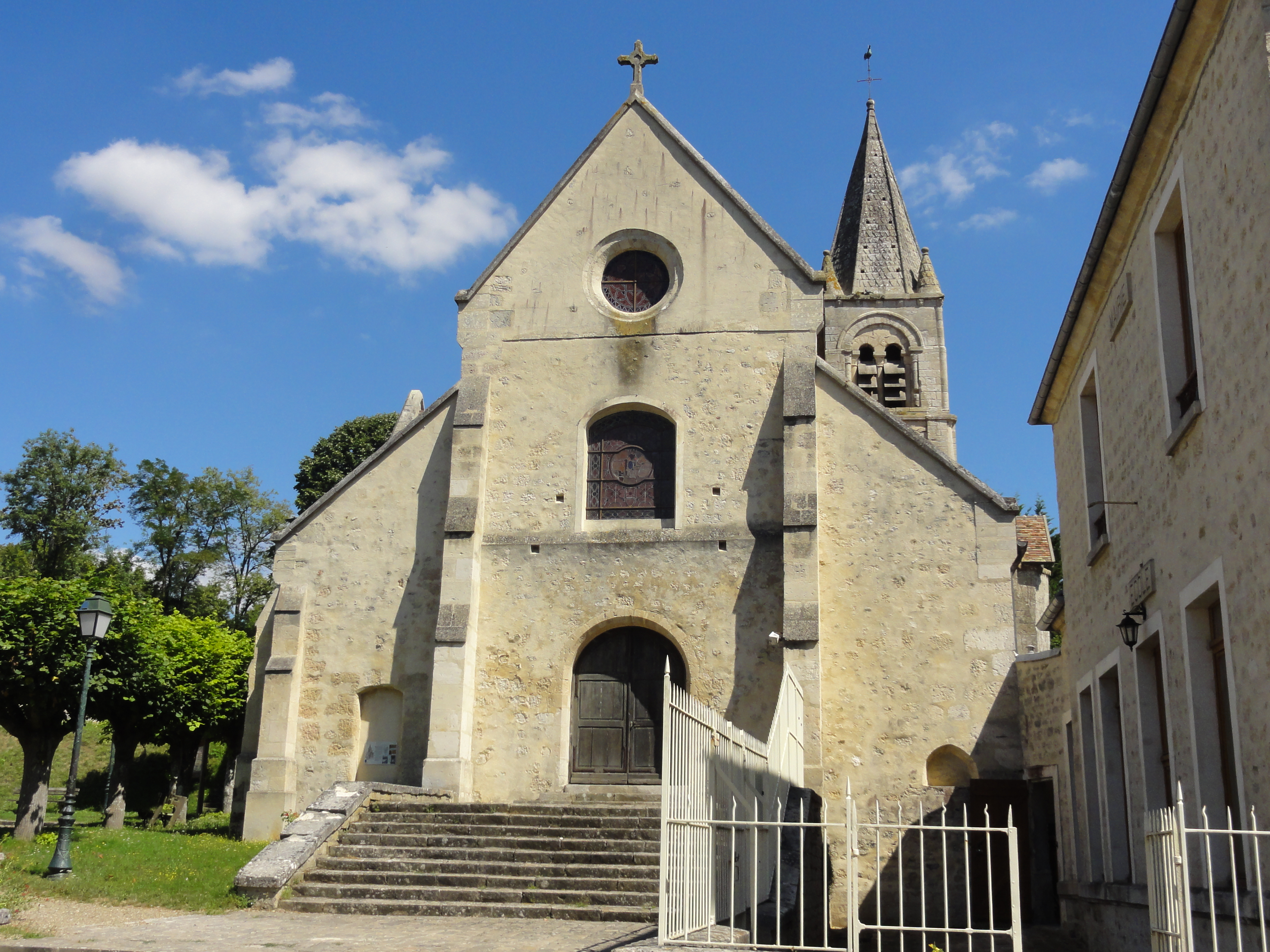
L'église Saint-Martin.

Frouville compte un monument historique sur son territoire :
- Église Saint-Martin, Grande-Rue (classée monument historique par arrêté du 6 juillet 1925[21]) : Elle possède un clocher roman du premier quart du XIIe siècle, qui subsiste de la précédente église, et présente des dispositions peu communes dans la région, avec notamment des arcatures décoratives plaquées, au niveau du premier étage. Les autres parties de l'église sont gothiques, et ont été édifiées pendant trois campagnes rapprochées entre 1220 et 1240 environ. Il s'agit d'une nef non voûtée accompagnée de bas-côtés, d'un chœur de deux travées, avec un chevet à pans coupés, et d'une chapelle. La charpente lambrissée en carène renversée de la nef, avec ses sablières sculptées, et le plan de l'église, sont remarquables : en effet, elle possède une seconde abside au sud du chœur, qui est presque une copie de ce dernier, et qui n'est pas visible depuis la nef. Une restauration inadéquate de 1925 diminue son intérêt. Au cours du dernier quart du XIIIe siècle, voire au début du XIVe siècle, l'église a été agrandie par l'adjonction d'une grande chapelle au nord du chœur, dont elle dépasse les dimensions. Ici, l'on trouve les deux seules fenêtres à remplage gothique rayonnant de l'église[22],[23].

On peut également signaler :
- Château de Saint-Cyran : de style classique, il a été édifié à partir de 1738 par Pierre-François Bergeret (1683-1771), inspecteur des finances, secrétaire de Louis XV et fermier général. Ses fils sont des collectionneurs d’art et rassemblent au château des tableaux de Boucher et Fragonard. En 1947, le château perd provisoirement sa vocation résidentielle et devient successivement école ménagère, puis l’école paysagère « Saint-Cyran », d’où le surnom actuel du château. L'édifice se compose d'un corps principal d'habitation de cinq travées, dont trois pour le corps central légèrement saillant et surmonté d'un fronton triangulaire, ainsi que de deux pavillons d'extrémité saillants d'une seule travée. L'élévation s'établit sur deux niveaux et comporte des combles à la Mansart, avec des lucarnes en forme d'oculus uniquement au-dessus des pavillons d'extrémité. Le perron est desservi par un large escalier flanqué de balustrades. Les façades relativement sobres sont cantonnées de bossages en guise de chaînages d'angle. Les fenêtres sont en anse de panier. Le domaine comporte également un parc avec glacière, une chapelle et une ferme avec colombier[24].
- Chapelle Notre-Dame de la Bonne Nouvelle qui donne lieu à pèlerinage chaque lundi de Pentecôte.
- Maison de l'Audience, rue de l'Audience : cette maison sans étage du XVIIe siècle servait d'auditoire à la seigneurie de Frouville et date de l'époque de l'ancien château, aujourd'hui disparu. Le lieutenant de la prévôté y rendait la justice[25].
- Calvaire, à l'entrée nord du village par la RD 151[25].
- Ferme 34 Grande-Rue : cette grande ferme caractéristique du Vexin date du XVIIIe et XIXe siècles, mais comporte un colombier du XVIIe siècle. Il se présente comme une tour carrée de deux étages et appartient au type dit toit à volailles : le rez-de-chaussée servait de porcherie, le premier étage abritait les volailles, et le seconde étage contenait le colombier proprement dit[26],[25].
- Lavoir couvert, rue du Margat : datant du XIXe siècle, il est établi sur le rû de Frouville et comporte un édicule en moellons avec un toit en appentis[27].
- Fontaine Moïse : c'est une pièce d'eau bordée d'un assemblage de pierres de taille dont une extrémité comprend un arc roman. Elle fait partie des aménagements hydrauliques entreprises au moment de la construction du château de Saint-Cyran, et est alimentée par une déviation du rû de Grainval[25].
- Porche de Grainval : cet ancien portail de ferme du XVIIe siècle est le dernier vestige d'une ferme qui a cessé son activité sous la Première Guerre mondiale, et dont les bâtiments subsistaient encore pendant les années 1940[25].
- Ferme de Messelan, au hameau du même nom : ses bâtiments d'exploitation datent du XIXe siècle et le logis du XVIIIe siècle, mais contient toutefois au rez-de-chaussée une salle voûtée d'ogives du XIIIe siècle. La ferme est en effet attestée dès 1245 et dépendait de la commanderie d'Ivry-le-Temple[28].
- Lavoir de Messelan, au hameau du même nom : ce lavoir couvert sur le rû Saint-Lubin jouxte un vieux pont et n'est que de petites dimensions. Il date également du XIXe siècle[29].

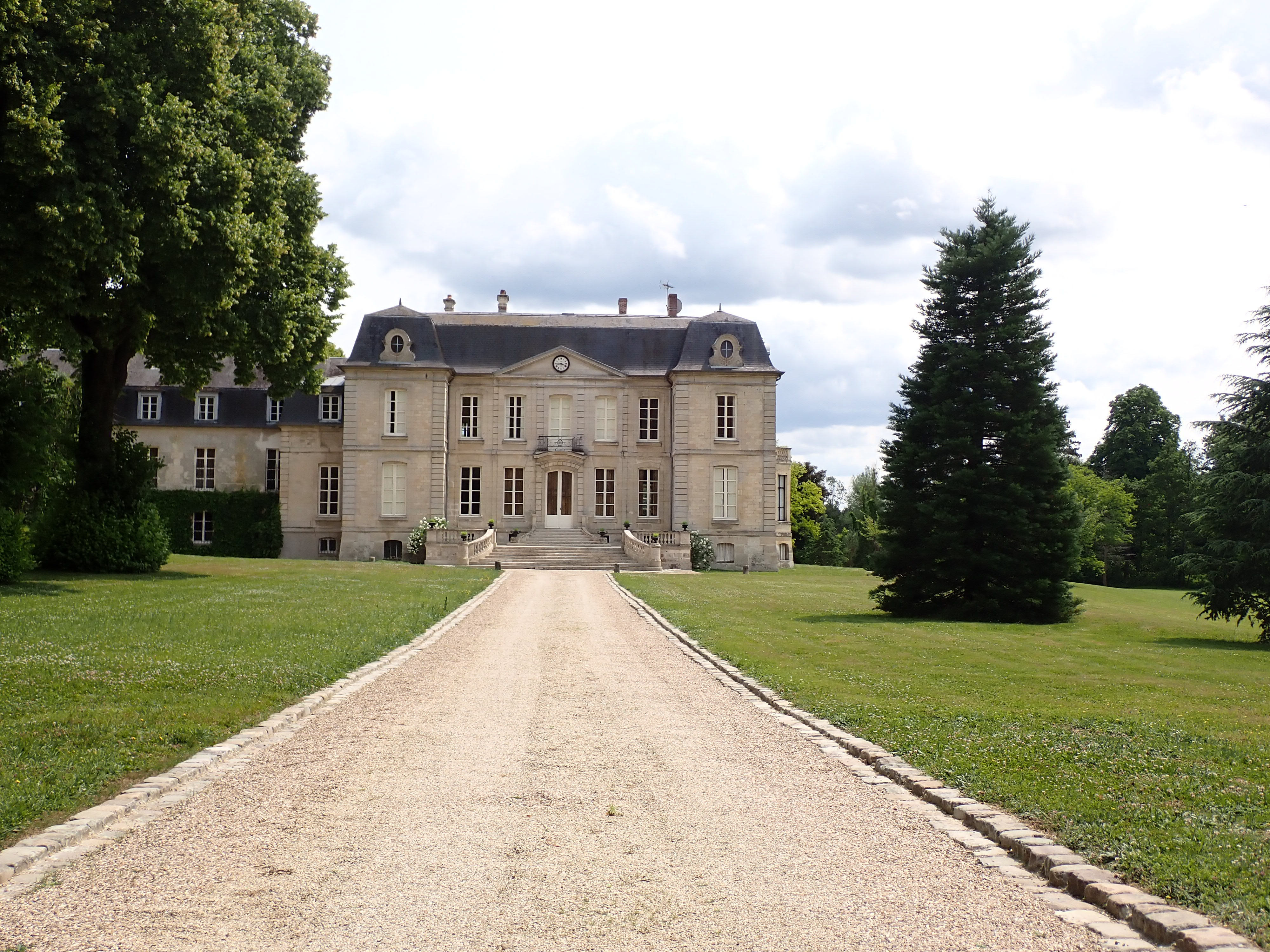
Château de Saint Cyran
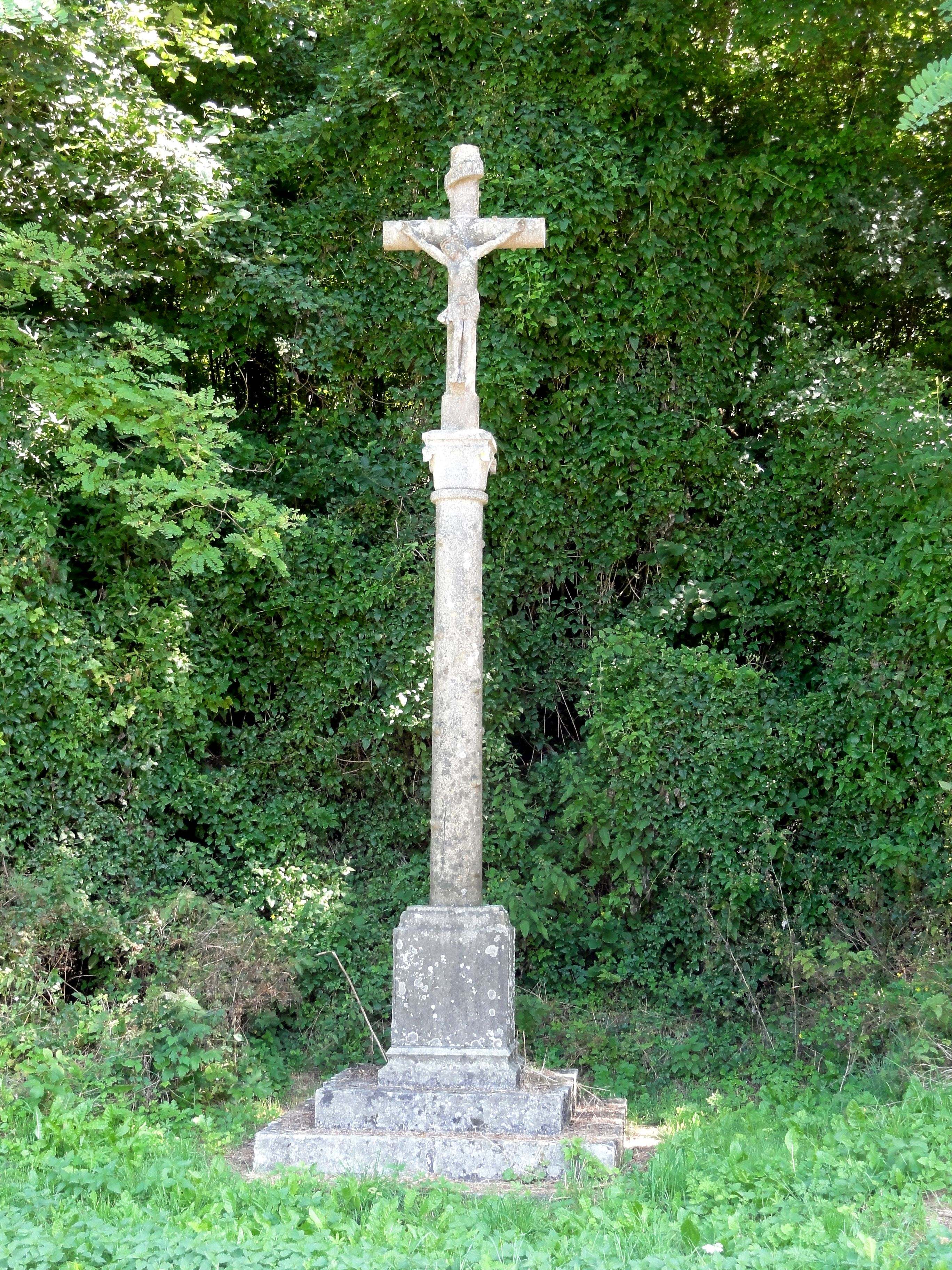
Calvaire
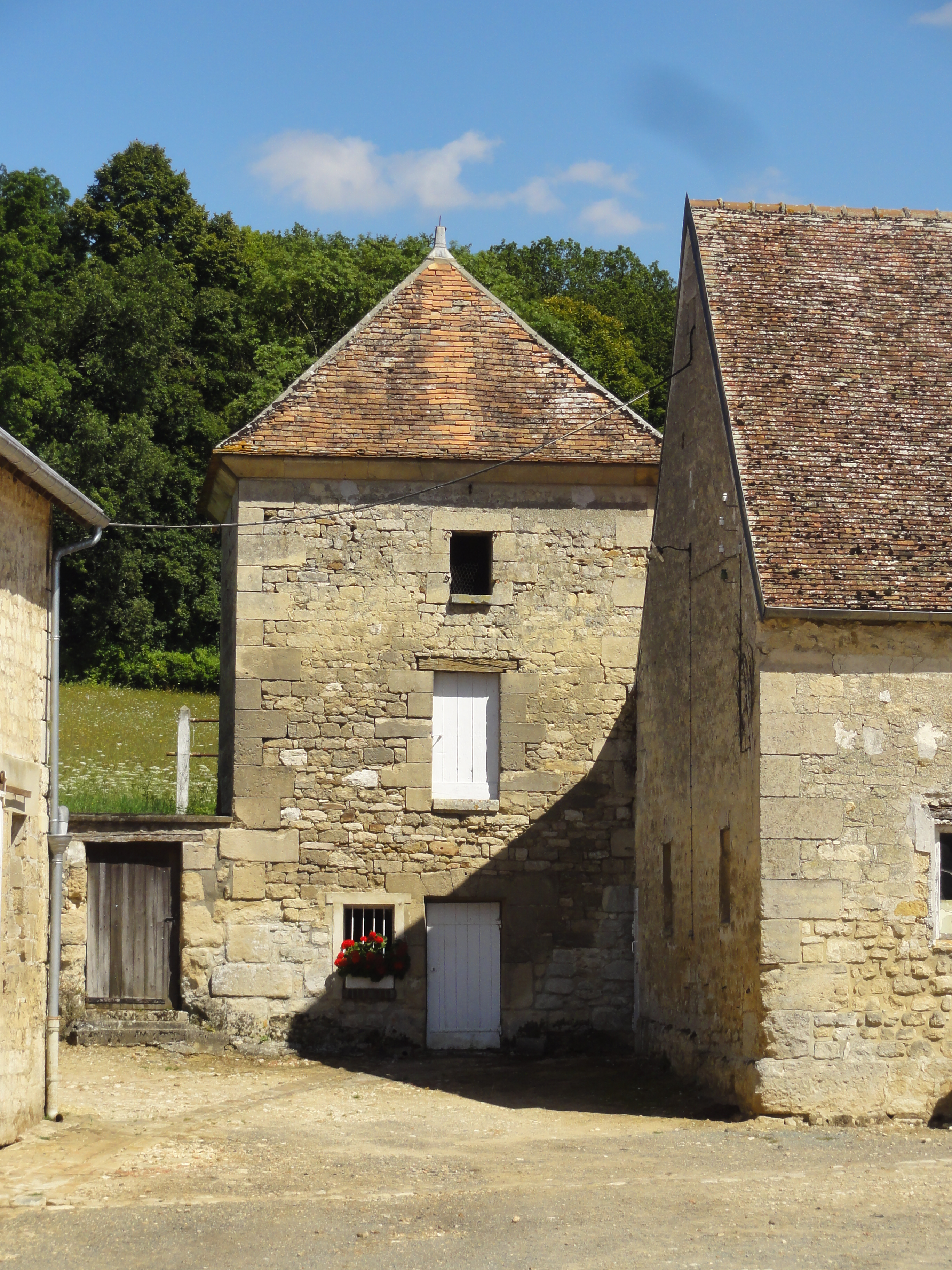
Toit à volailles.
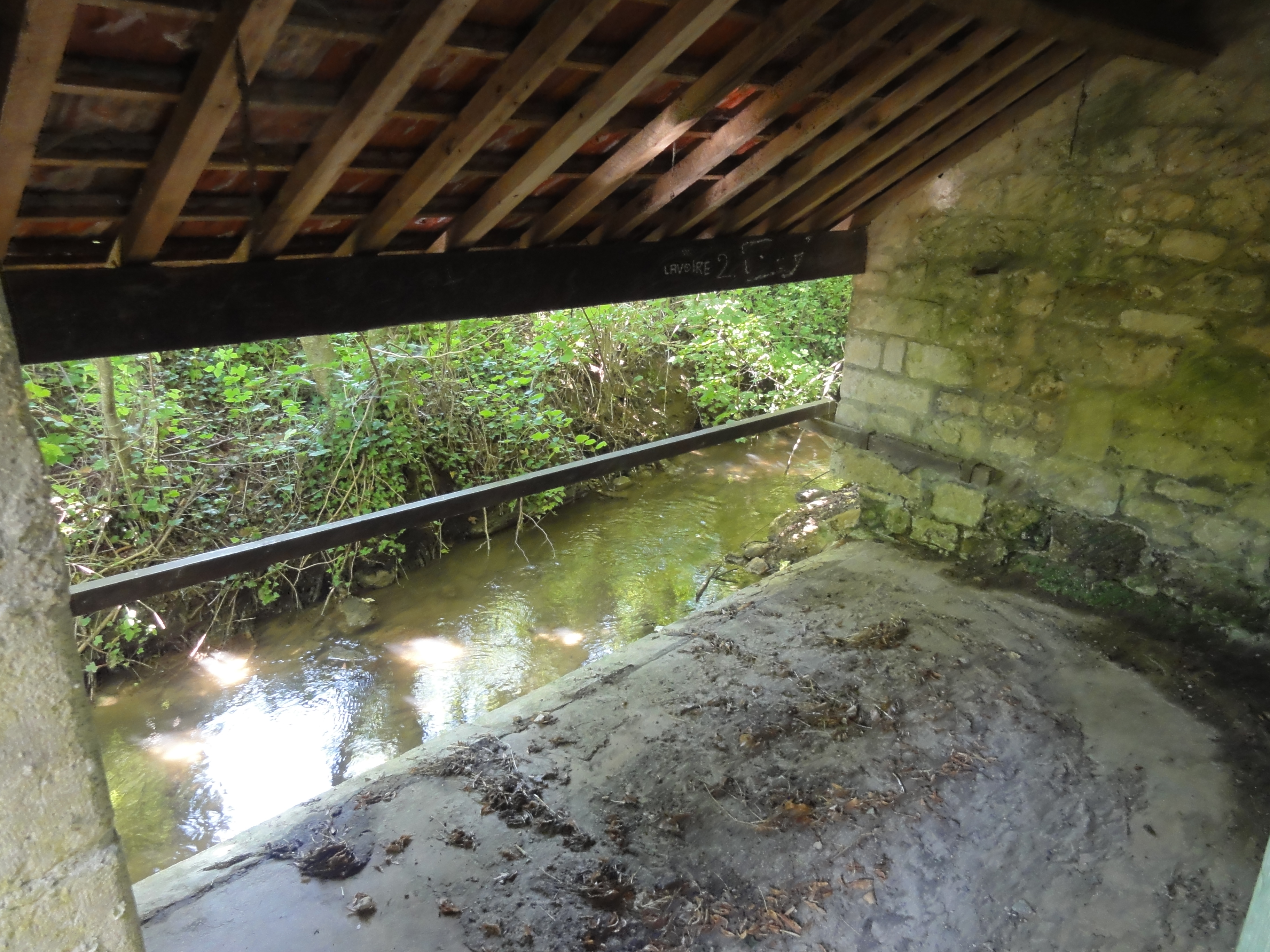
Lavoir, rue de Labbeville.
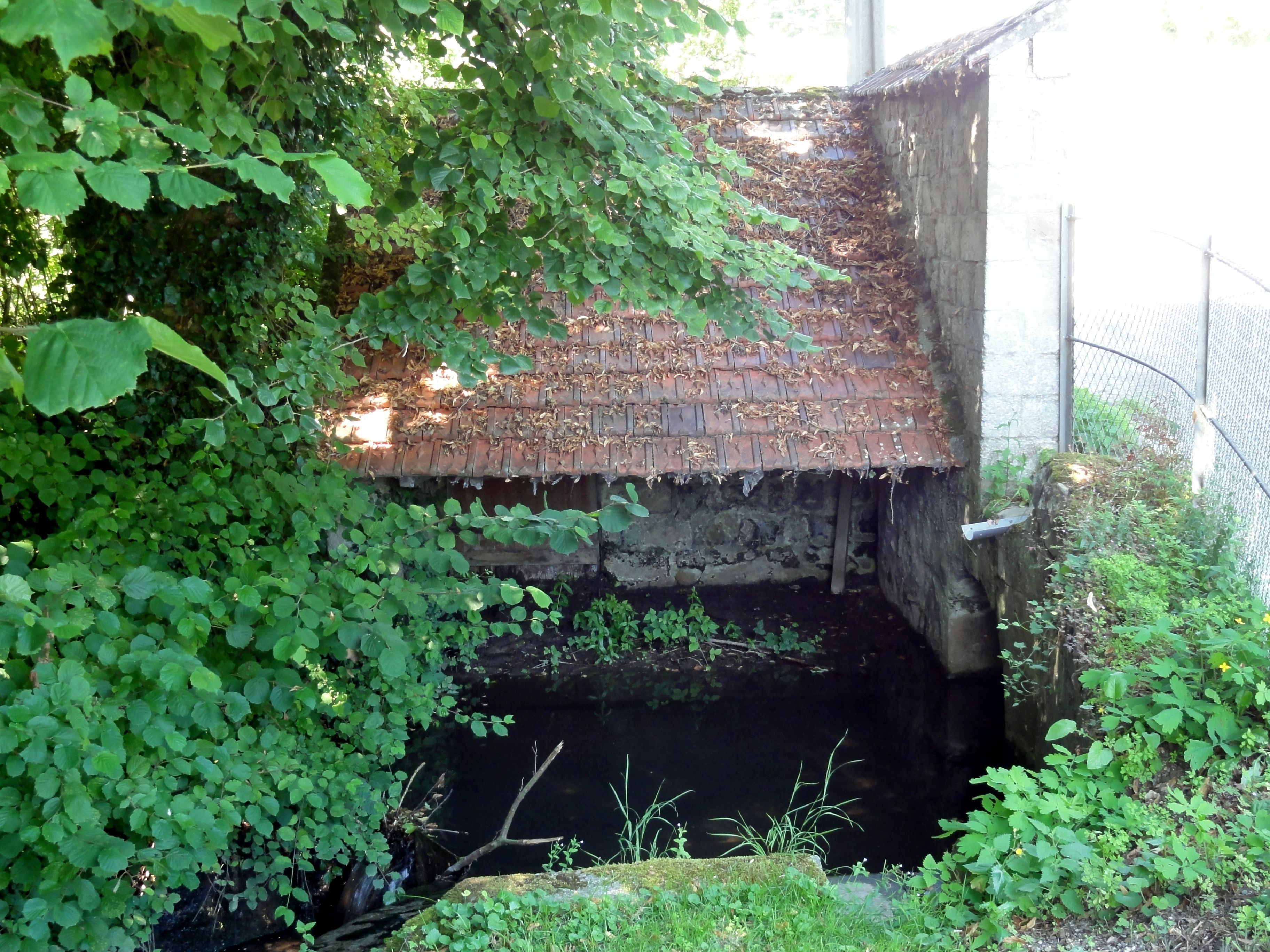
Lavoir de Messelan.
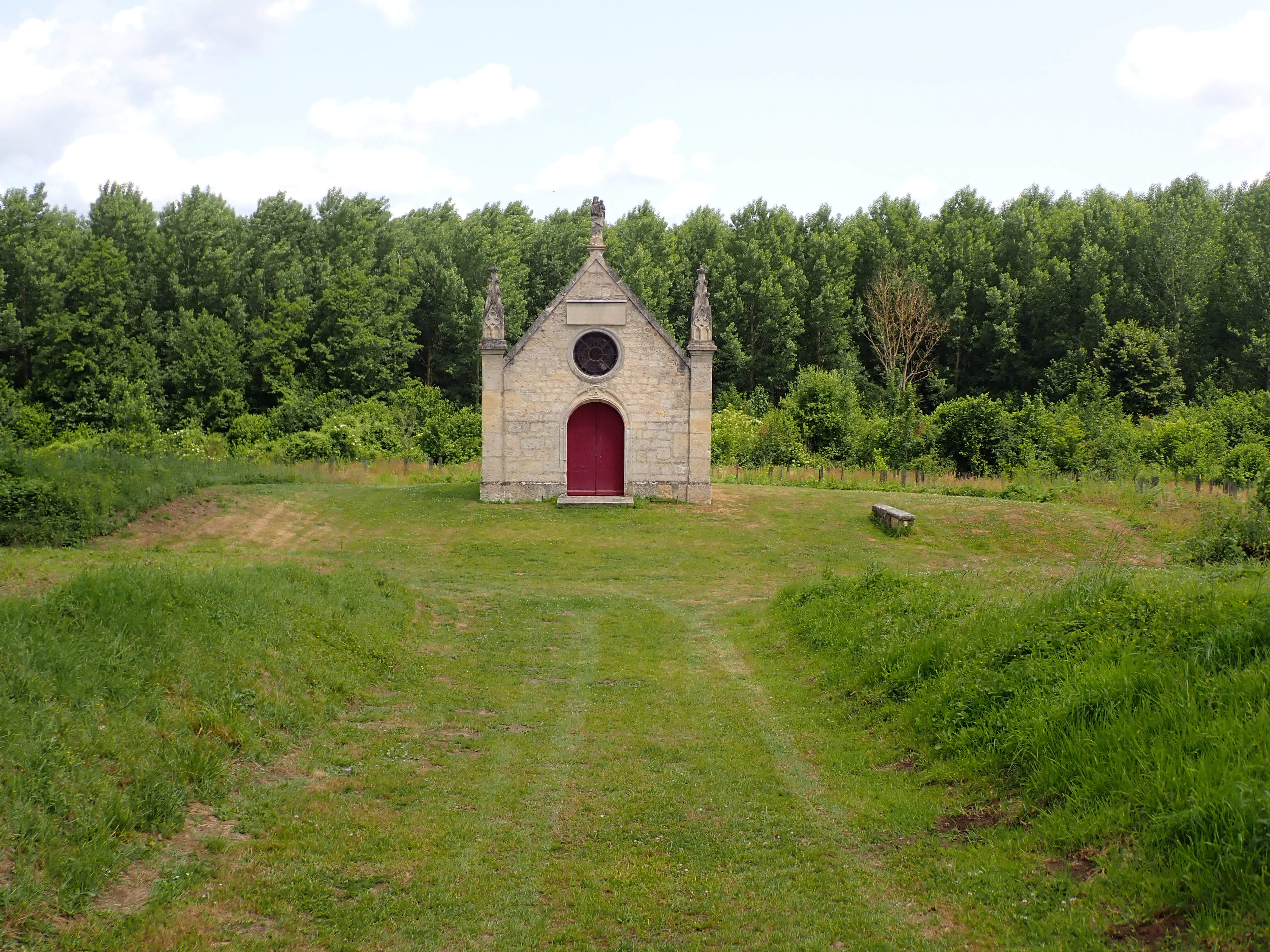
Chapelle Notre-Dame de la Bonne Nouvelle.

### Personnalités liées à la commune
Dans les années 1960, Marie-José Nat et son mari, Michel Drach, s’installent au hameau de Messelan[réf. nécessaire].